# Aldo Bini
Aldo Bini (Montemurlo, 30 luglio 1915 – Prato, 16 giugno 1993) è stato un ciclista su strada italiano.
Professionista dal 1934 al 1955, specialista delle corse di un giorno, vinse la medaglia d'argento ai Campionati del mondo 1936, cinque tappe al Giro d'Italia, due Giri di Lombardia, un Giro dell'Emilia e una Milano-Torino.

## Carriera
Nato nel 1915, nelle categorie giovanili e a livello dilettantistico Aldo Bini fu attivo con i colori dell'A.C. Pratese, distinguendosi come passista-velocista. Rivale di un altro talento del ciclismo toscano del tempo, il fiorentino Gino Bartali, di un anno più grande, tra i dilettanti ottenne numerosi successi: vinse tra gli altri il Giro dell'Umbria e la Coppa Pasini a Forlì nel 1933, e la Coppa del Re a Milano nel 1934, e diverse classiche toscane di categoria come il Gran Premio Maino e la Coppa Barlesi. Fu anche azzurro tra i dilettanti ai mondiali 1934 a Lipsia, piazzandosi decimo.
Professionista dal 1935 con la Maino, in stagione vinse il Giro del Piemonte, il Giro dell'Emilia e il Circuito delle Due Provincie di Prato, piazzandosi inoltre secondo al Giro di Lombardia e nella classifica a punti del campionato italiano; nello stesso anno fu selezionato in azzurro per i mondiali di Floreffe, in cui si classificò quarto, miglior italiano dopo i ritiri dei capitani Learco Guerra e Giuseppe Olmo. Passò poi alla Bianchi. Nel 1936 vinse il Giro del Piemonte e la Milano-Modena, mentre al Giro d'Italia fece sua la tappa Torino-Genova mantenendo per cinque giorni la maglia rosa; nello stesso anno ai mondiali di Berna arrivò secondo dietro il francese Antonin Magne e davanti allo sprinter favorito, l'olandese Theo Middelkamp.
Nel 1937 vinse la Milano-Modena, tre tappe del Giro d'Italia (ad Ancona, Forlì e Milano), il Giro di Lombardia in solitaria battendo Bartali e il Giro della Provincia di Milano a cronometro, in coppia con il francese Maurice Archambaud. Ai mondiali di Copenaghen invece si ritirò. Sempre con i colori della Bianchi si aggiudicò poi anche la Milano-Modena 1938 e la Coppa Bernocchi 1940, e fu secondo alla Milano-Sanremo 1939 e terzo nell'edizione 1940 della "Classicissima".
Nel 1941 in maglia Viscontea vinse il Giro del Piemonte e la Gran Fondo, prova di 522 km rilanciata dalla Gazzetta dello Sport insieme alla Federazione Ciclistica Italiana; fu anche secondo al Giro del Lazio valido come campionato nazionale. Nel 1942 si aggiudicò il suo secondo Giro di Lombardia, questa volta in volata. Dopo la guerra fu attivo con i colori di Legnano (ritrovò Bartali), Benotto, Ganna, di nuovo Bianchi (con Fausto Coppi) e Bartali. Nel 1948 fu maglia nera al Giro d'Italia, mentre nel 1952, ormai trentaseienne, fece sua la Milano-Torino in volata.
Nella sua carriera da professionista, conclusa nel 1955, si contano 61 vittorie.

## Palmarès
- 1933 (dilettanti)

Coppa Cicogna
Gran Premio di Montanino
Giro dell'Umbria
Coppa Ettore Pasini
- 1934 (dilettanti)

Gran Premio Maino
Coppa Porretta
Coppa del Re
Circuito Tosco-Emiliano
Coppa Renato Serra
Gran Premio Armando Pichi
Coppa Armando Barlesi
- 1935 (A.C. Pratese/Maino, sette vittorie)

Coppa Guttalin - Gran Premio Città di Schio
Coppa del Dopolavoro Orlando Franchi
Giro del Piemonte
Giro dell'Emilia
Circuito delle Due Provincie di Prato
Coppa Necchi
1ª tappa Giro delle Quattro Provincie del Lazio (Roma > Tagliacozzo, valida per la Roma-Tagliacozzo)
- 1936 (Maino & Bianchi, tre vittorie)

2ª tappa Giro d'Italia (Torino > Genova)
Giro del Piemonte
Milano-Modena
- 1937 (Bianchi, sette vittorie)

Milano-Modena
16ª tappa Giro d'Italia (Pescara > Ancona)
17ª tappa Giro d'Italia (Ancona > Forlì)
23ª tappa Giro d'Italia (Como > Milano)
Coppa Fiera del Levante
Giro di Lombardia
Giro della Provincia di Milano (cronometro a coppie, con Maurice Archambaud)
- 1938 (Bianchi, una vittoria)

Milano-Modena
- 1940 (Bianchi, due vittorie)

Gran Premio Mellana
Coppa Bernocchi
- 1941 (Viscontea, due vittorie)

Giro del Piemonte
Gran Fondo-La Seicento
- 1942 (Bianchi, una vittoria)

Giro di Lombardia
- 1946 (Legnano, due vittorie)

Coppa Donati - San Rocco di Larciano
7ª tappa Giro d'Italia (Cesena > Ancona)
- 1952 (Bianchi, una vittoria)

Milano-Torino

### Altri successi
- 1935[5]

Circuito di Imola
Criterium di Cossato
- 1936[5]

Circuito di Trieste
Circuito di Pesaro
Circuito di Ascoli
- 1938[5]

Circuito di Piacenza
Circuito di Pavia
Circuito di Bologna
- 1939[5]

Circuito di Rieti
- 1940[5]

Circuito di Viareggio
Circuito di Verona
Circuito di Orbetello
Circuito di Rovigo
Circuito di Napoli
Circuito di Trieste
Circuito di Montebello
- 1941[5]

Circuito di Modena
Circuito di Milano
- 1942[5]

Circuito degli Assi di Milano
Circuito di Pescara
Circuito di Ferrara-Trofeo Italo Balbo
- 1945[5]

Circuito di Pistoia
Circuito di Empoli
Circuito di Serravalle Scrivia
Circuito di Novi Ligure
- 1946[5]

Circuito di Parma
Critérium d'Europe - Nizza
Circuito di Bologna-Gran Premio Liberazione
Circuito di Lugano
Circuito di Asti
- 1947[5]

Criterium di Mons
- 1950[5]

Circuito di Borgomanero
Circuito di Rimini
- 1952[5]

Circuito di Borgomanero

## Piazzamenti

### Grandi Giri
- Giro d'Italia

1935: ritirato
1936: ritirato
1937: 23º
1940: ritirato
1946: 23º
1947: ritirato
1948: 41º
1950: ritirato
1951: ritirato
1953: 70º
1954: ritirato
- Tour de France

1938: 48º

### Classiche monumento
- Milano-Sanremo

1935: 6º
1938: 6º
1939: 2º
1940: 3º
1941: 13º
1942: 18º
1943: 23º
1948: 26º
1951: 115º
1952: 37º
1953: 73º
- Giro di Lombardia

1935: 2º
1936: 4º
1937: vincitore
1938: 25º
1939: 16º
1940: 13º
1942: vincitore
1945: 2º
1950: 54º

### Competizioni mondiali
- Campionato del mondo

Lipsia 1934 - In linea Dilettanti: 10º
Floreffe 1935 - In linea Professionisti: 4º
Berna 1936 - In linea Professionisti: 2º
Copenaghen 1937 - In linea Professionisti: ritirato
Valkenburg 1938 - In linea Professionisti: ritirato